# 虎尾駅
虎尾駅（こびえき）は台湾雲林県虎尾鎮の台湾糖業公司虎尾糖廠内にかつて存在した台湾糖業鉄道の駅。

## 沿革
- 1910年（明治43年）1月31日 - 大日本製糖斗南線の五間厝驛として開業、旅客駅となる[3]。
- 1911年（明治44年）
  - 5月28日 - 北港線開業[4]。
  - 9月10日 - 西螺線開業[5]。
- 1920年（大正9年）10月1日 - 虎尾驛に改称[6]。
- 戦後の国民政府接収後は表記が虎尾車站となった。その後輸送量の増大で新駅舎に移転[7]。日本統治時代には駅一帯が最も繁栄したことから、開業初期は駅にバス事業者が接続のために乗り入れるなど虎尾地区の重要な交通拠点となった。
- 1954年10月10日 - 混雑解消のため0.4km北側、公安路との交差点付近にあった「貨物掛」付近に設置した新駅舎（通称「西駅」）に移転[8][9]。元の駅舎は保警中隊弁公室として使われ、1986年以降は台糖の虎尾原料区弁公室となった[9][10]。
- 1978年（民国67年）
  - 11月31日 - 全ての旅客営業を終了[11]。
  - 12月1日 - （旅客駅として）廃止[12]。
- 2009年 - 旧駅舎修復が行われる[9]
- 2010年 - 旧駅舎が県指定の歴史建築に登録された[13]。登録名は台湾式の「車站」ではなく日本式の「驛」のままとなっている。現在は雲林県政府の遊客中心（トラベルセンター）として利用されている[14]。

2017年、現在はサトウキビ輸送のみを行っている虎尾糖廠と台湾高速鉄道雲林駅、第2期で台湾鉄路管理局斗南駅を連絡し、旅客輸送を再開する構想が蔡英文政権林全内閣が推進するインフラ投資計画「前瞻基礎建設計画」のリストに盛り込まれ、実現可能性調査の予算が中央政府から執行されることになった。

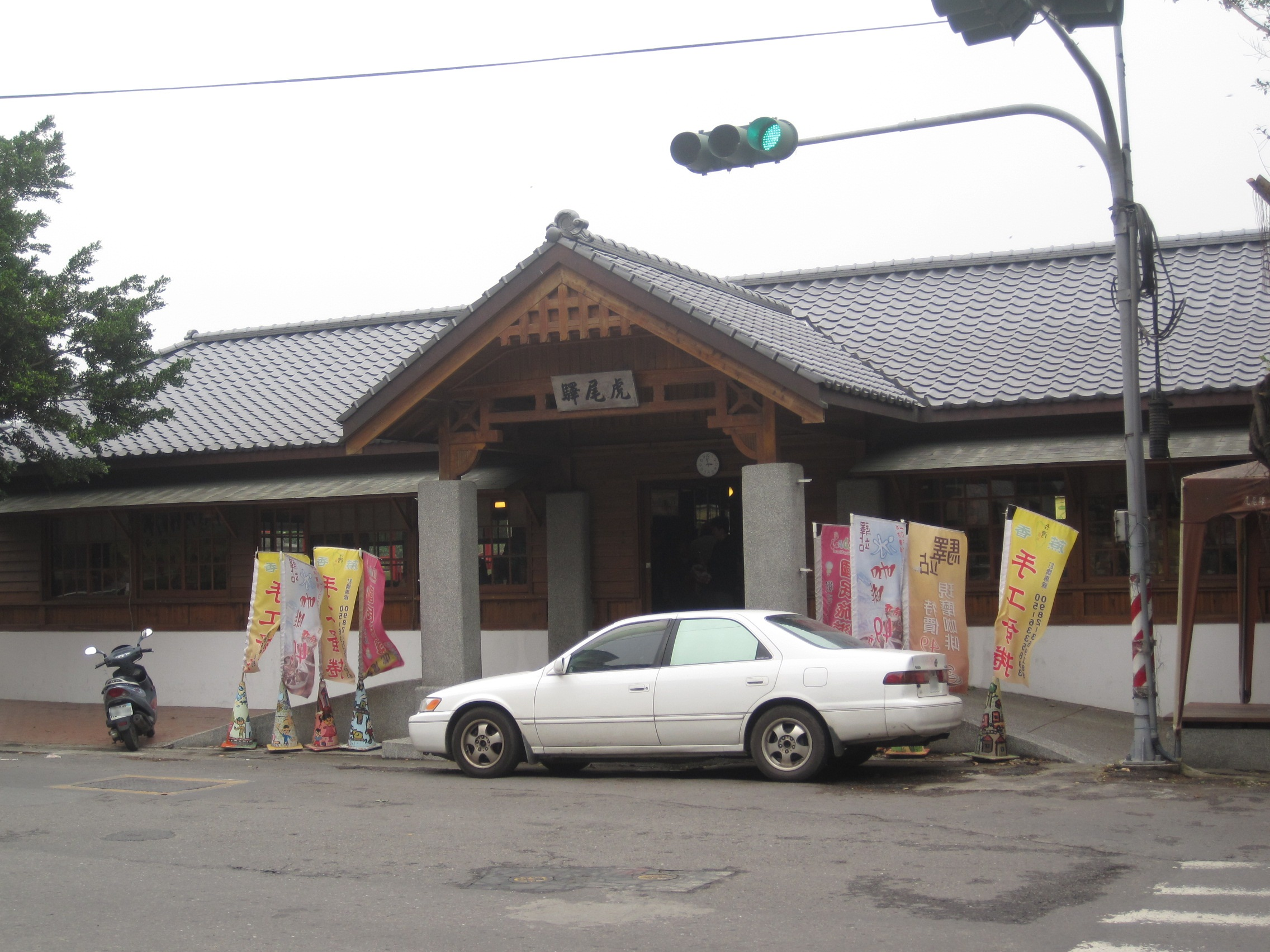
修復後の駅舎

## 駅周辺
- 虎尾糖廠（中国語版）
- 虎尾鉄橋
- 同心公園
- 雲林県虎尾鎮安慶国民小学（中国語版）
- 国立虎尾科技大学

## 隣の駅
台湾糖業鉄道
北港線（廃止）
虎尾駅 - （後壁寮駅） - 大屯駅
雲虎線（斗南線・廃止）・大林虎尾線（廃止）
工場駅 - 虎尾駅
西螺線・西螺南州線・崙背線・猫児干線（廃止）
虎尾駅 - （後壁寮駅） - 廉使駅
馬公厝線
虎尾駅 - 後壁寮駅